# Сангай Тензин
Сангай Тензин (род. 7 сентября 2003, Бутан) — бутанский пловец. Установил национальные рекорды Королевства Бутан в плавании на 50 метров вольным стилем (0:27.39), в плавании на 100 метров вольным стилем (0:57.57), в плавании на 200 метров вольным стилем (02:15.84).

## Биография
Сангай Тензин родился 7 сентября 2003 года в семье спортсмена.
Начал заниматься плаванием в 2009 году в городе Гелепху дзонгхага Сарпанг Королевства Бутан.
С апреля 2019 года тренируется в Тренировочном центре Международной федерации плавания (FINA Training Centre), расположенном в Thanyapura Sports and Leisure Club Phuket (англ. Thanyapura Sports and Leisure Club Phuket) в провинции Пхукет Королевства Таиланд. Тренер Мигель Лопес (Miguel Lopez).
В июле 2019 года участвовал в XVIII чемпионате мира по водным видам спорта «Акватика-2019». В заплыве 50 метров вольным стилем занял 125-е место с результатом 0:29.49. В заплыве 100 метров вольным стилем занял 120-е место с результатом 1:07.28. По итогам соревнований Бутан получил право направить одного пловца для участия Олимпийских играх.
В ноябре 2019 года участвовал в Кубке мира по плаванию (англ. 2019 FINA Swimming World Cup). В заплыве 50 метров вольным стилем занял 47-е место с результатом 0:29.45. В заплыве 100 метров вольным стилем занял 47-е место с результатом 1:05.09.
В октябре 2020 года участвовал в Thailand Age Group Swimming Championships. В заплыве 50 метров вольным стилем занял 60-е место с результатом 0:27.58. В заплыве 100 метров вольным стилем занял 64-е место с результатом 1:00.81. В заплыве 200 метров вольным стилем занял 43-е место с результатом 2:15.84 и установил национальный рекорд Королевства Бутан. В заплыве 50 метров баттерфляем занял 42-е место с результатом 0:32.37. В заплыве 50 метров брассом занял 29-е место с результатом 0:36.88.
В июле 2021 года участвовал в XXXII Летних Олимпийских играх. В заплыве 100 метров вольным стилем занял 68-е место с результатом 0:57.57 и установил национальный рекорд Королевства Бутан. Также установил национальный рекорд Королевства Бутан в заплыве 50 метров вольным стилем 0:27.39. Был знаменосцем на церемонии закрытия Олимпийских игр.